# Vườn quốc gia Kui Buri
Vườn quốc gia Kui Buri là một vườn quốc gia nằm trên khu vực Các đồi Tenasserim, thuộc tỉnh Prachuap Khiri Khan, Thái Lan. Được thành lập vào năm 1999, nó là một phần của Tổ hợp rừng Kaeng Krachan được UNESCO công nhận là Di sản thế giới vào năm 2021.

## Mô tả
Vườn quốc gia nằm tại các huyện Pran Buri, Sam Roi Yot và Mueang Prachuap Khiri Khan thuộc tỉnh Prachuap Khiri Khan.
Hệ thực vật tại đây là những cánh rừng thường xanh khô và ẩm với một số loài đáng chú ý gồm dầu đồng, sao đen, chiêu liêu cùng nhiều loài cọ. Đặc biệt, nơi đây có hơn 200.000 cây đàn hương, là nơi duy nhất tại Thái Lan cho khai thác gỗ đàn hương dùng để hỏa táng các các thành viên hoàng gia. Đã có 9 cây được hạ để tiến hành hỏa táng cho vua Bhumibol Adulyadej, những cây này phải đã chết và có tuổi đời trên 100 năm.
Về động vật, vườn quốc gia là nhà của nhiều loài động vật hoang dã quý hiếm gồm voi châu Á, bò tót, lợn vòi, khỉ ngón cái ngắn, nai, gấu ngựa, mang, mang Fea, bò banteng, cheo cheo Nam Dương, hổ, báo hoa mai.